# Хакусы

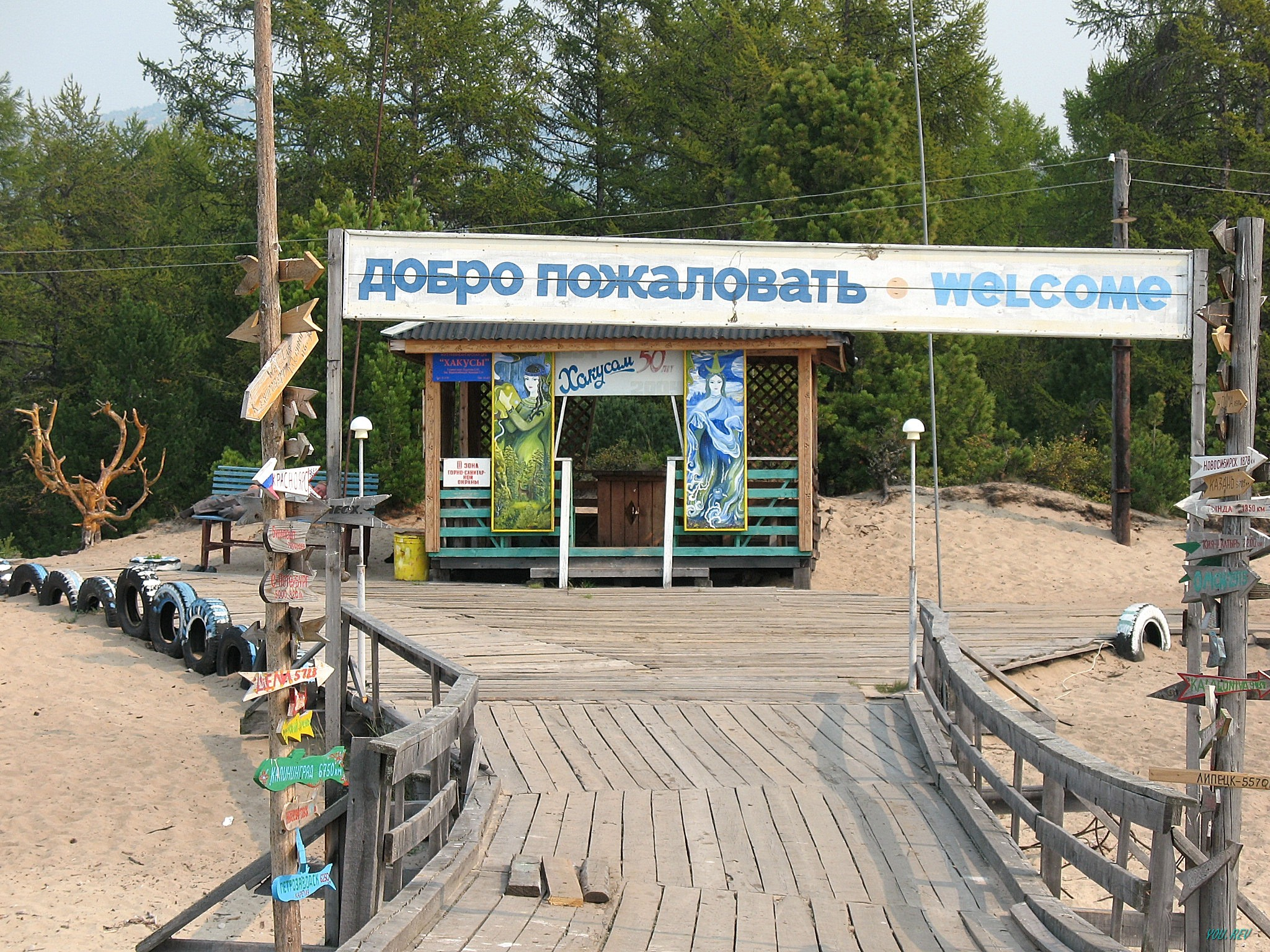
Причал Хакусы

Хаку́сы — лечебный курорт с горячими источниками на северо-восточном побережье озера Байкал в Северо-Байкальском районе Бурятии в губе Хакусы.
Местность представляет собой широкую песчаную полосу длиной около 4 км, переходящую к востоку в хвойный лес. На севере ограничена мысом Хакусы, на юге — отвесным скалистым мысом Аман-кит. Источники располагается в 700 м от берега Байкала, к ним ведёт песчаная аллея, обрамлённая кедровым стлаником и лиственницей. В месте выхода источников, в сосновом лесу, построена водолечебница.
Название «Хакусы» происходит от эвенкийского слова, означающего «жара», «горячий».

## Горячие источники

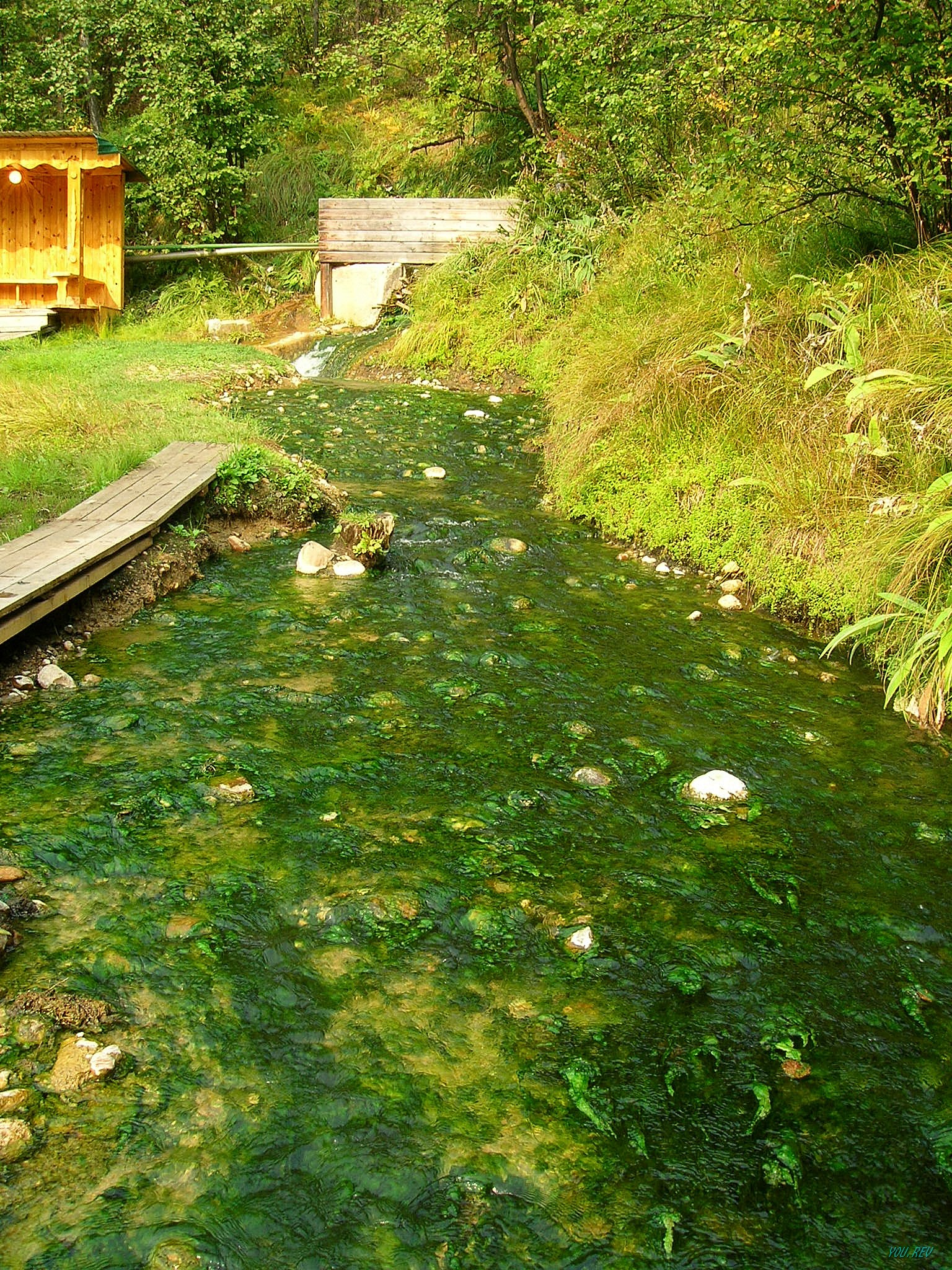
Один из источников лечебной воды

В местности два источника с очень горячей (+42…+46 °С) и слабо минерализованной водой, по составу близкой к минеральным источникам Пятигорска. Источники соединяются в общий ручей Горячий, впадающий в Байкал в 250 м южнее причала Хакусы. Часть воды по трубе отводится в проточные бассейны и в ванный корпус лечебницы.
Выход воды составляет в среднем 50 л/с. Минерализация воды — 0,42 г/дм³. Вода рассматривается как разновидность лечебных минеральных вод бальнеологической группы 4.2. (Горячинский тип) и относится к кремнистым высокотермальным слабоминерализованным минеральным водам гидрокарбонатно–сульфатно–натриевого состава со слабощелочной реакцией водной среды.
Вода подходит как для наружного применения («ванны»), так и для внутреннего. Основными показаниями для лечения являются кожные заболевания (экземы, дерматозы, псориаз), хронические гинекологические заболевания, болезни эндокринной системы, суставов и опорно-двигательного аппарата.
Противопоказания: острые инфекционные болезни, туберкулёз, онкологические и венерические заболевания, эпилепсия, заразные кожные болезни.

## Водолечебница

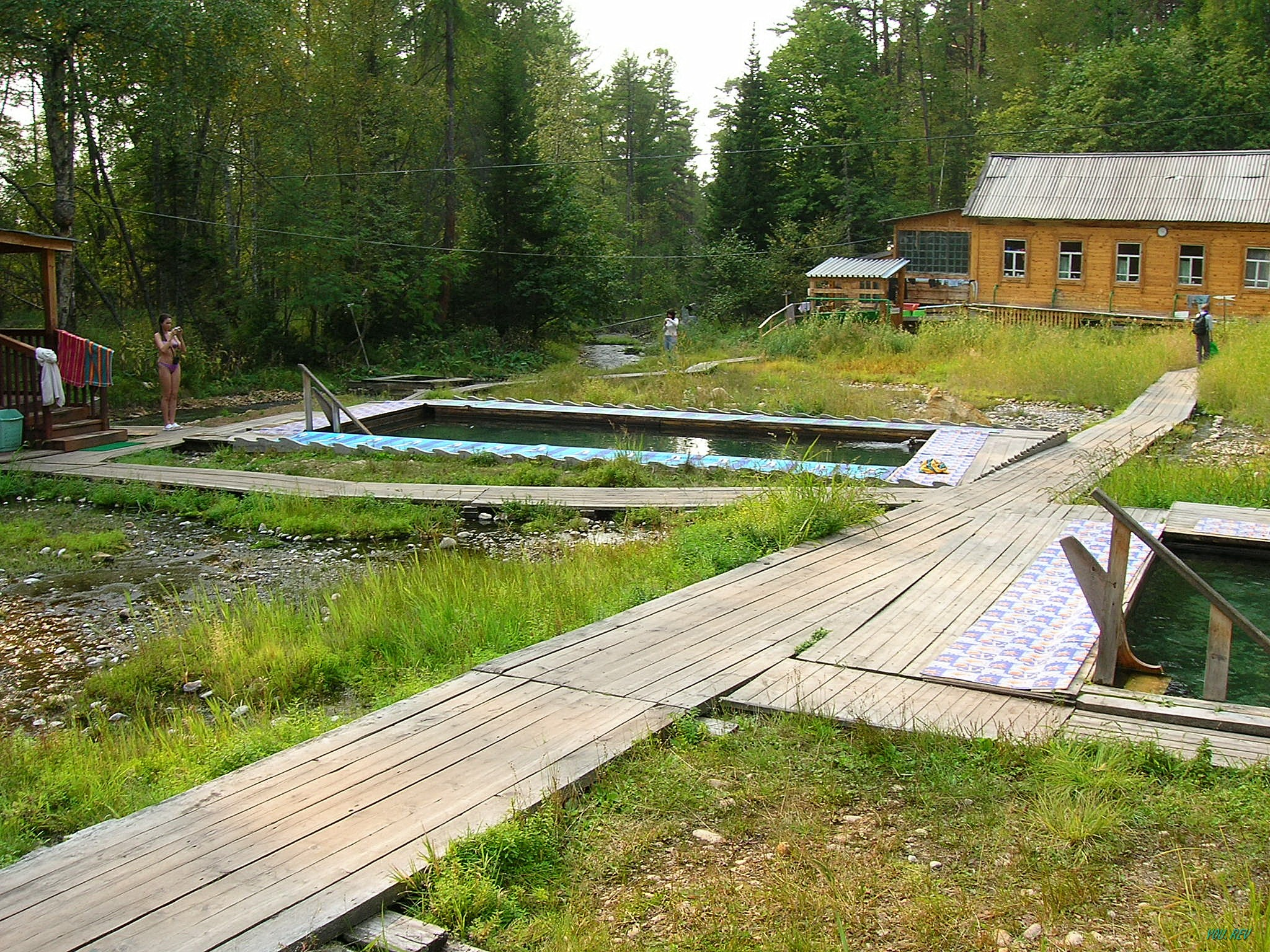
Поляна с лечебными бассейнами

Водолечебница «Хакусы» основана в 1953 году общими усилиями рыболовецких артелей им. Ленина, «Победа» и Забайкальского госрыбтреста. Сегодня она рассчитана на 50 мест. Курс лечения на курорте составляет 15 дней. Рядом расположена база отдыха.
Ванны принимают в небольших купальнях с проточной горячей водой, «душ» можно принять неподалёку, где источник бьёт из скалы. Ниже по ручью вода становится прохладнее. Воду для питья можно брать из колодца.
Также на курорте возможны обертывания водорослями (устраняет лишний жир и повышает общий тонус) и лечебный массаж.
Курорт Хакусы принимает отдыхающих с 10 июня по 15 октября и с начала февраля по 15 апреля. Осенью лечебница закрыта из-за штормов, весной — из-за таяния льда на Байкале.

## Экскурсии
Помимо оздоровления, в Хакусах отдыхающим предлагаются пешие прогулки к озеру Фролиха, посещение небольших пещер в окрестных горах, рыбалка, сбор грибов и ягод, купание в Байкале летом и автопутешествия по замёршему озеру в холодную пору года, водные экскурсии к местным природным достопримечательностям. Существует туристический маршрут «Фролиха».

## Как добраться
Водолечебница «Хакусы» находится в Северобайкальском районе, в 55 км от порта Нижнеангарск. 
Побережье Хакусы расположено вдали от населенных пунктов, в диких местах, поэтому добраться сюда можно из п.  Нижнеангарска  и г. Северобайкальска катером по Байкалу или вертолётов. Местные жители зимой ездят по льду на автомобилях.

## Галерея

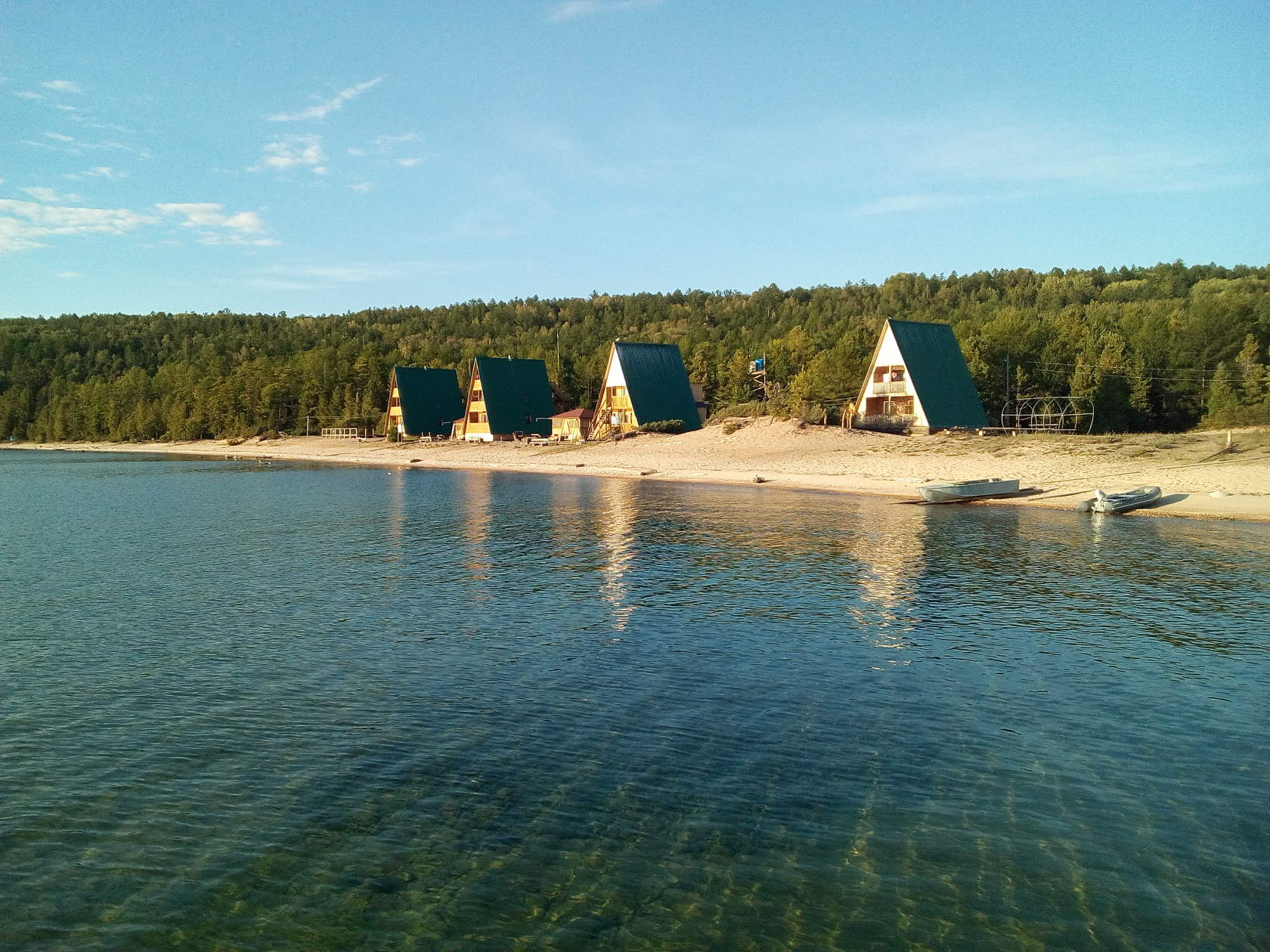
Курорт Хакусы
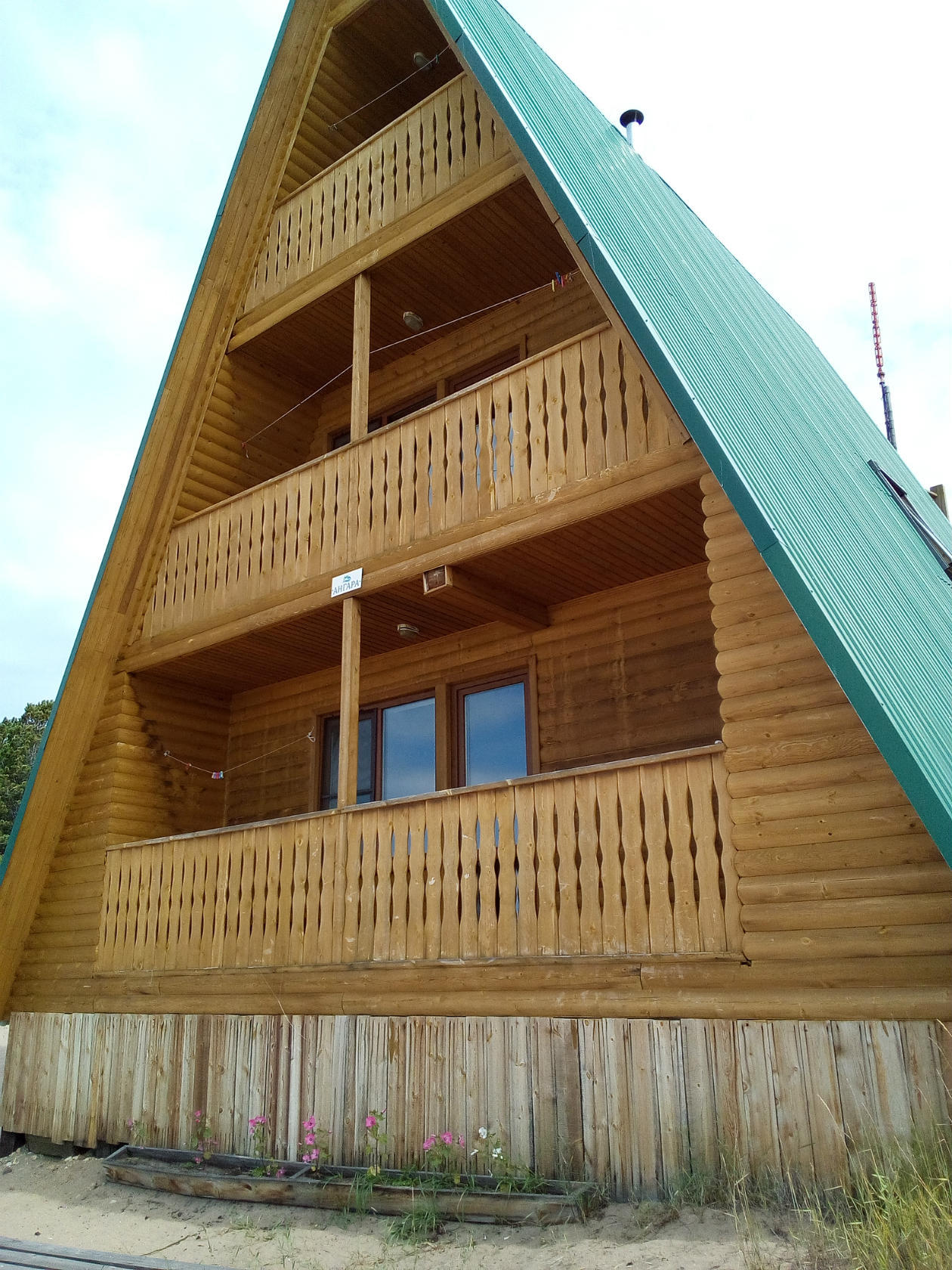
Кемпинг
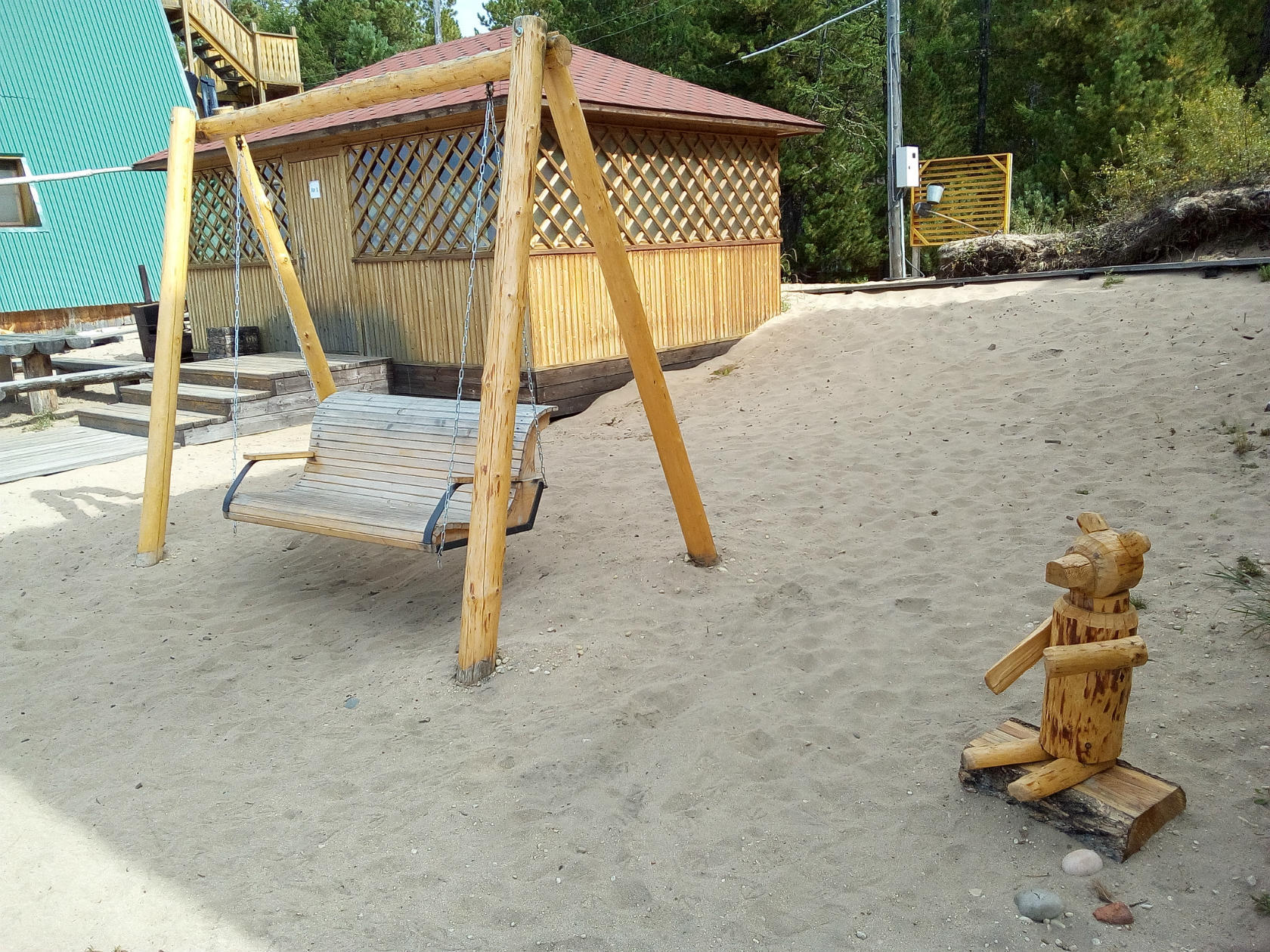
Игровая площадка для детей
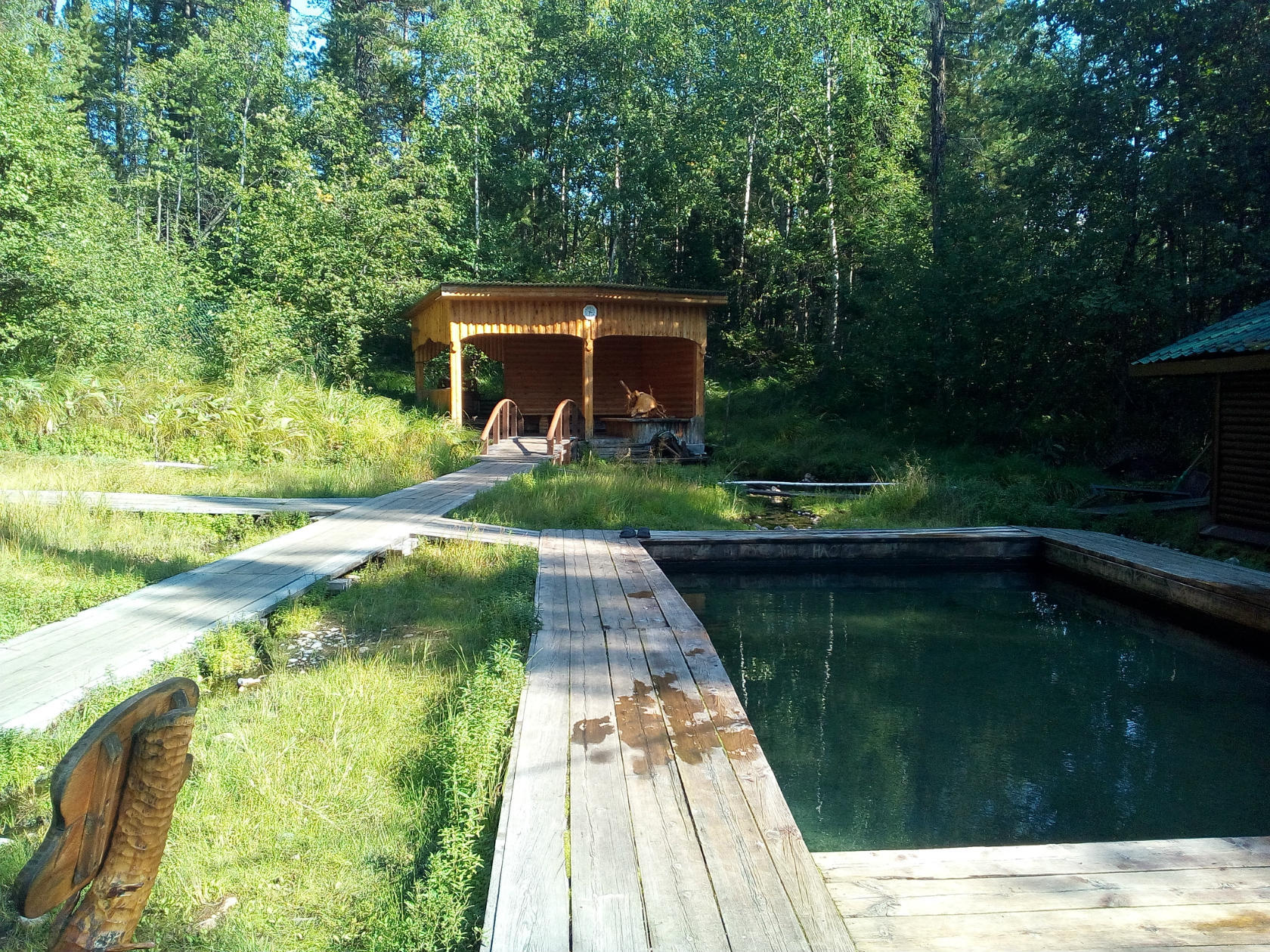
Лечебная ванна и беседка
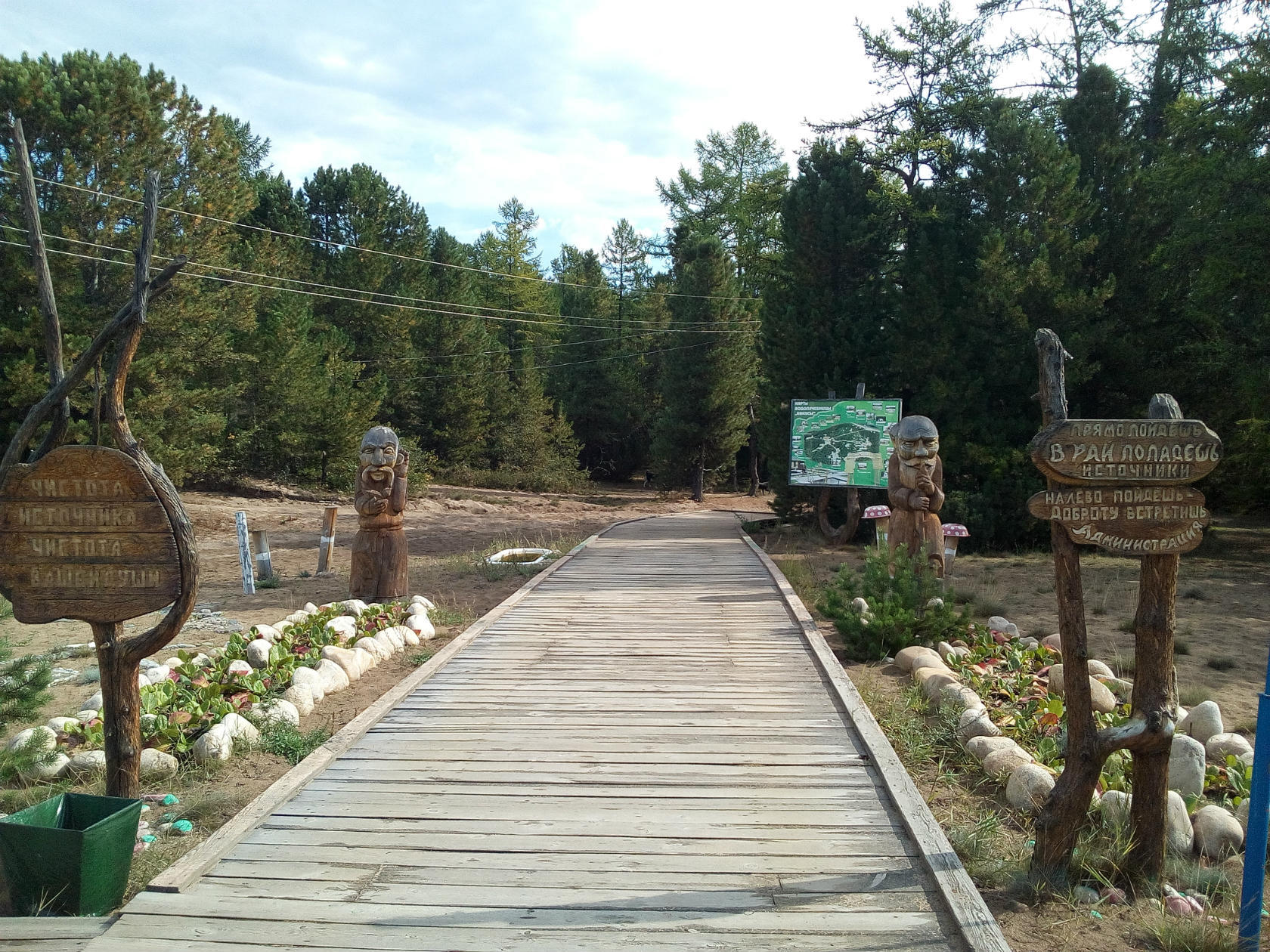
Скульптурные композиции из дерева
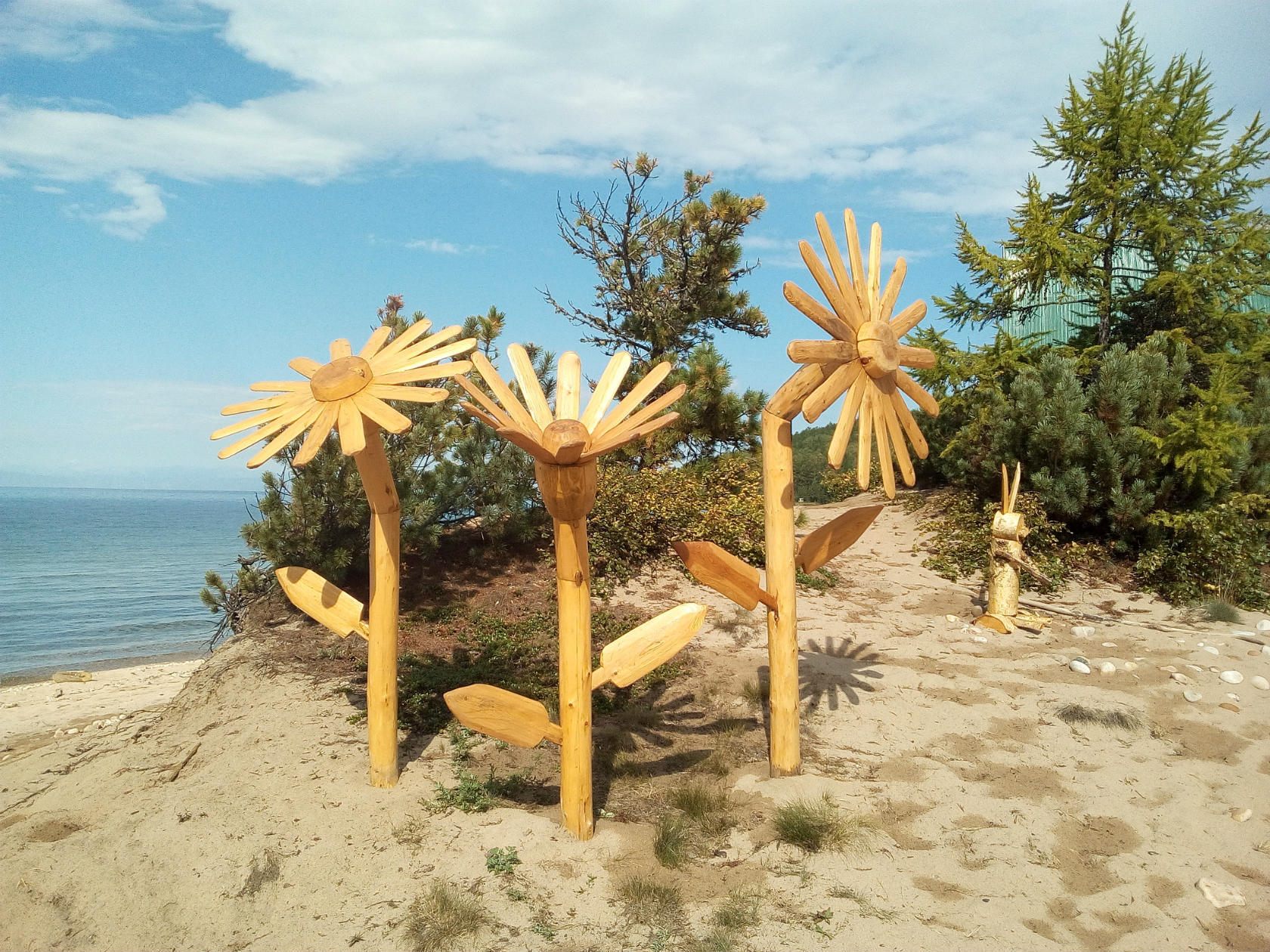
На берегу Байкала
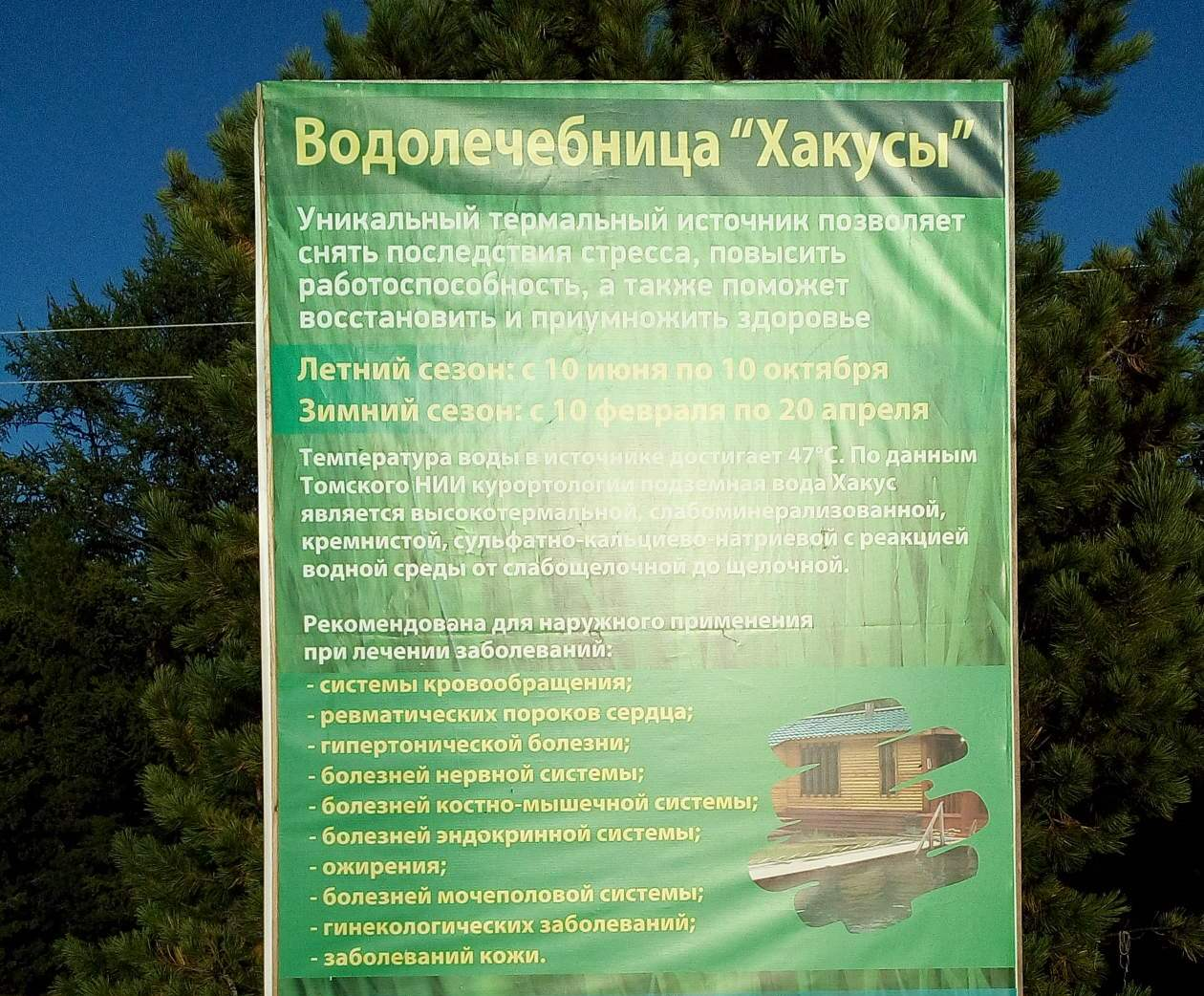
Информационный баннер
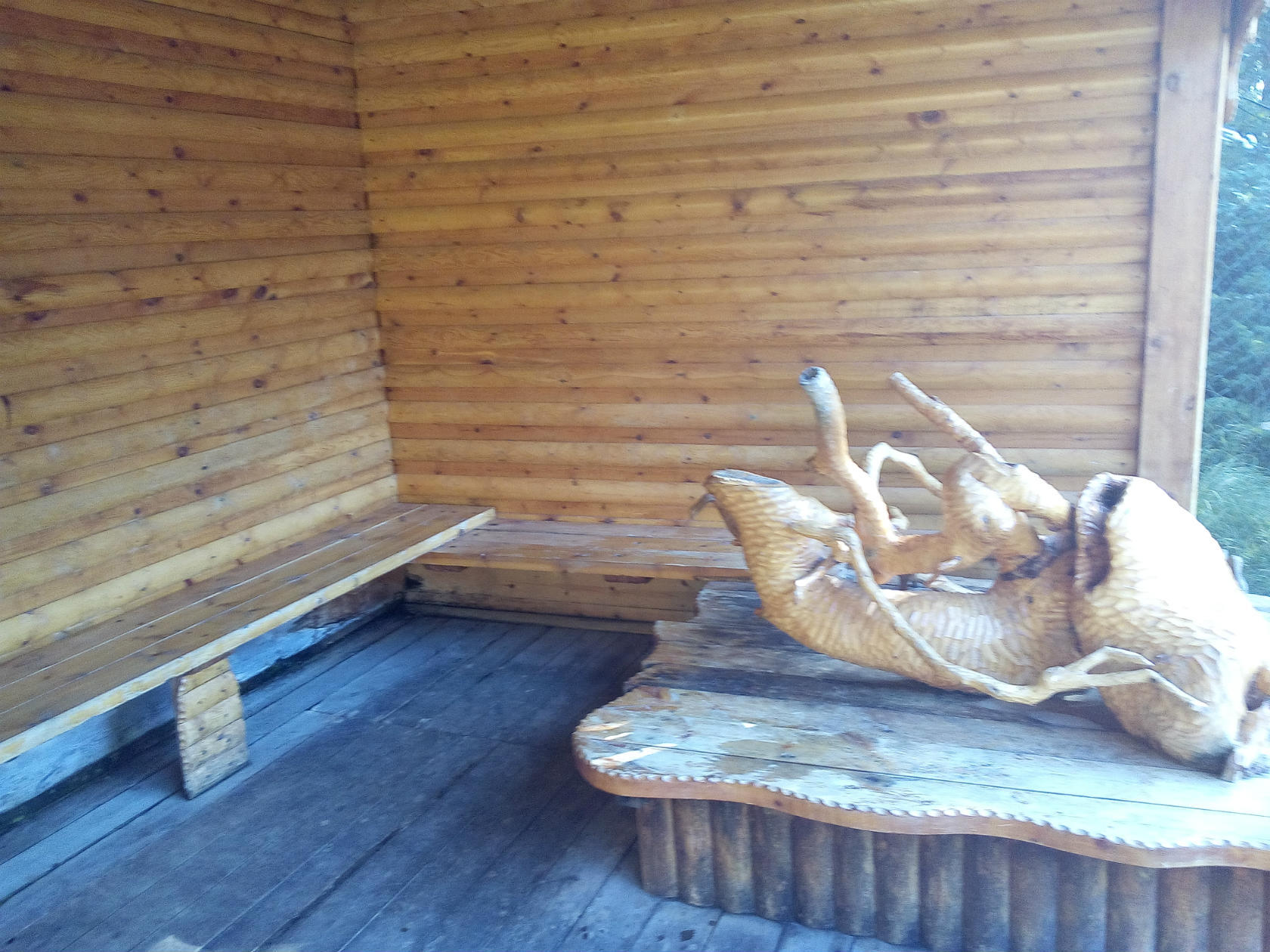
В одной из беседок
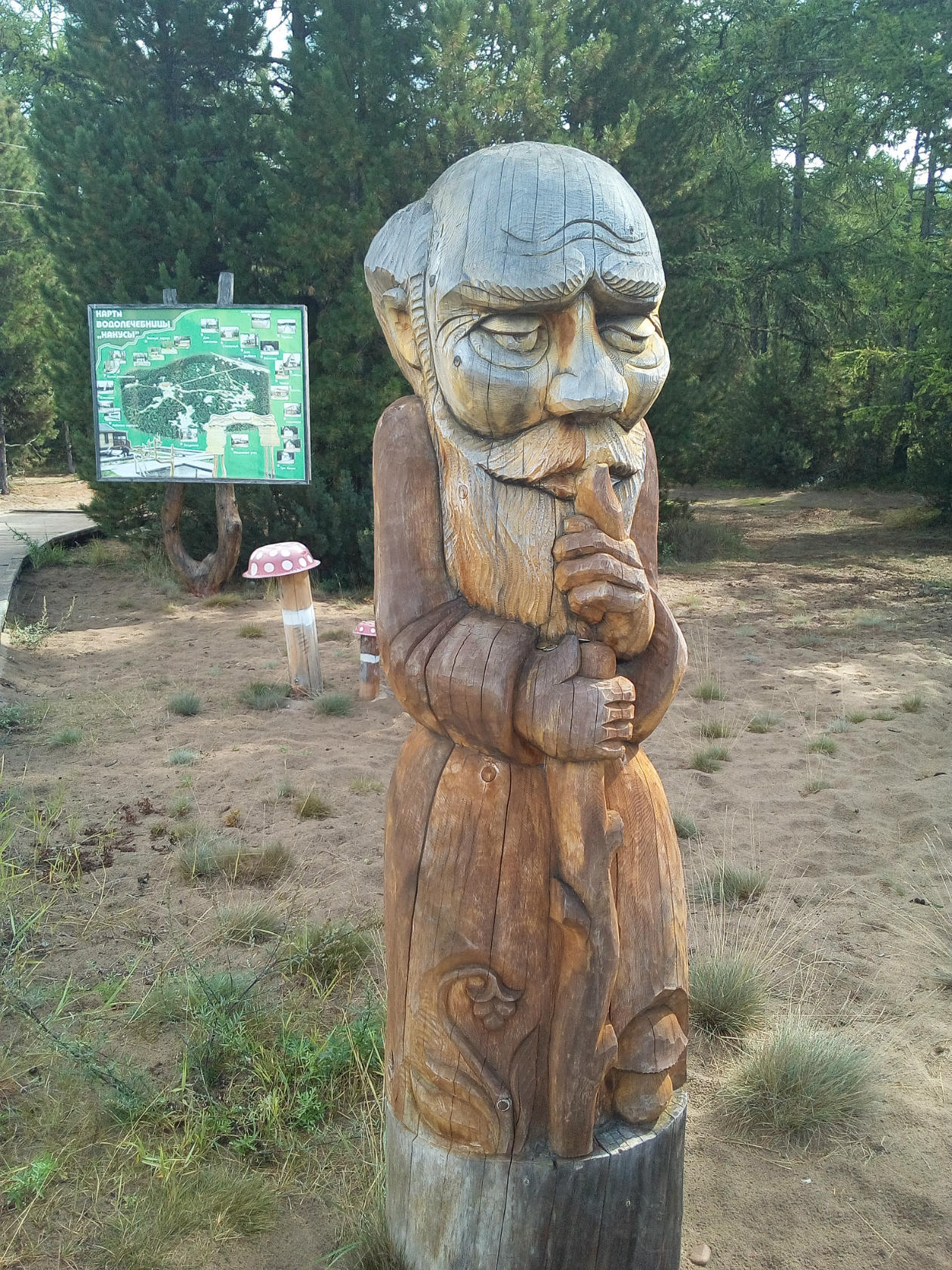
Деревянная скульптура